# Крум Бибишков
Крум Георгиев Бибишков е български футболист, нападател, състезател на Марек (Дупница). Роден е на 2 септември 1982 г. в Марикостиново. Висок е 190 см и тежи 85 кг.

## Кариера
Бибишков е играл за Пирин (Благоевград), Левски (София), Беласица, Берое, Марек, Байерн (Мюнхен) (Германия), португалските отбори Маритимо и Пеняфиел, ПФК Миньор (Перник)
В турнира Интертото има 4 мача и 1 гол за Марек. Има 1 мач за националния отбор и 21 мача с 4 гола за младежите. През януари 2007 г. подписва с отбора на Литекс, а на 3 март същата година прави официален дебют за ловчалии в мач от българското първенство срещу Спартак Вн., завършил с победа на гостите от Ловеч с 1:3. Първият си гол за „оранжевите“ в официален мач отбелязва на 4 април в отложен мач от А група срещу отбора на Славия.
В срещата на ловчанлии срещу Черноморец Бургас-София Бибишков вкарва 5 гола за победата с 11:0. Избран от феновете за Футболист № 1 на Литекс за 2008 година, чрез гласуване в официалния сайт на клуба. Договорът му изтичащ през юни 2009, не е подновен и той напуска отбора.
Привлечен е в отбора на Стяуа (Букурещ), където на 7 ноември 2009 година влиза като резерва през втората част на двубоя, в изключително важна среща за купата на Румъния и нацелва напречния стълб от пряк свободен удар от 45 м., след което моментално е изваден от игра и пратен под душовете от бесния треньор на домакините. Оттогава Крум Бибишков не се е появявал в игра за тимът и е изпратен при дублиращия отбор за неопределено време.
Играл рамо до рамо с известни имена като сръбския полузащитник Ивански Стоянович и легендата на украинския футбол Димитър Попов. От началото на 2010 г. е състезател на португалския първодивизионен Академика (Коимбра).

## Успехи
Литекс Ловеч
- Купа на България (2): 2008, 2009